# Otto Preminger
Otto Ludwig Preminger (Wischnitz, Imperi Austrohongarès, avui Ucraïna, 5 de desembre de 1905 - Nova York, 23 d'abril de 1986) fou un dramaturg i director de cinema austrohongarès-estatunidenc.
Otto Preminger neix a Witznitz el 1905 en una família jueva de la Galitzia austohongaresa. El 1915, la família s'instal·la a Viena cercant seguretat. Des de l'adolescència, el jove Otto s'apassiona pel teatre.
Després de llicenciar-se en dret, el 1924 va començar a col·laborar amb Max Reinhardt a la companyia que el cèlebre innovador del teatre contemporani acabava de fundar a Viena. Aviat va començar a dirigir cinema i el 1935 acceptà la invitació de la Twentieth Century-Fox per establir-se a Hollywood.
Als Estats Units, Preminger es destaca ben aviat en gènere del cinema negre amb pel·lícules com Laura (1944), A Royal scandal (1945), i una considerable quantitat de realitzacions d'igual significació (Fallen Angel, 1945; Centennial Summer, 1946; Forever Amber, 1947; Daisy Kenyon, 1946, i That Lady in Ermine, 1948) que destaquen pel seu estil sobri i teatral.
Preminger era un gran coneixedor de l'ofici i dirigí pel·lícules d'àmplia ressonància internacional. Realitzacions com Carmen Jones (1954) i L'home del braç d'or (1955) són un bon exemple del seu talent artístic. La primera és una òpera de considerable interès dramàtic, interpretada per actors i cantants negres de Broadway, entre ells Harry Belafonte i Dorothy Dandridge. La segona va rebre una acceptació de la crítica encara més gran. Frank Sinatra interpreta un exdrogoaddicte que surt de la presó amb el propòsit de dedicar-se al jazz, però la morfina i el seu passat de crupier el persegueixen i és acusat d'un crim. La intriga policíaca i la sòrdida atmosfera del món de les drogues i l'alcohol fan de la pel·lícula una de les millors realitzacions estatunidenques de l'època.
Posteriorment adaptà i dirigí Bonjour tristesse (1957), basada en la novel·la de Françoise Sagan i portà al cinema l'òpera homònima de George Gershwin Porgy and Bess (1959). Les seves següents pel·lícules foren Anatomia d'un assassinat (1959), i Èxode, (1961), aquesta última una gran superproducció basada en la novel·la de Leon Uris que relata la creació de l'estat d'Israel.
El 1962, Preminger realitzà Tempesta sobre Washington, pel·lícula d'ambigua significació social i gran èxit de públic. Alguns dels seus darrers films foren El cardenal (1963), In Harm's way (1964), On és la Bunny Lake? (1965), Hurry Sundown (1966), Too Far Walk (1968), Tell Me that You Love Me (1970) i Such Good Friends (1972), amb els quals no aconseguí igualar l'èxit que havia assolit als anys cinquanta.
Preminger fou un dels primers directors de cinema a trencar la censura als Estats Units.

## Filmografia
- 1979 El factor humà
- 1975 Rosebud
- 1971 Such Good Friends
- 1970 Tell Me That You Love Me, Junie Moon
- 1968 Skidoo
- 1967 Hurry Sundown
- 1965 On és la Bunny Lake?
- 1965 In Harm's Way
- 1963 El cardenal
- 1962 Tempesta sobre Washington
- 1960 Èxode
- 1959 Anatomia d'un assassinat
- 1959 Porgy and Bess
- 1957 La donzella d'Orleans
- 1957 Bonjour Tristesse
- 1955 The Court Martial of Billy Mitchell
- 1955 L'home del braç d'or
- 1954 Carmen Jones
- 1954 Riu sense retorn
- 1953 The Moon Is Blue
- 1953 Cara d'àngel
- 1951 The Thirteenth Letter
- 1950 Where the Sidewalk Ends
- 1949 The Fan
- 1949 Whirlpool
- 1948 That Lady in Ermine
- 1947 Forever Amber
- 1947 Daisy Kenyon
- 1946 Centennial Summer
- 1945 Fallen Angel
- 1945 A Royal Scandal
- 1944 In the Meantime, Darling
- 1944 Laura
- 1943 Margin for Error
- 1937 Danger Love at Work
- 1936 Under Your Spell
- 1932 Die Grosse Liebe